# Heteropoda atollicola
Heteropoda atollicola is een spinnensoort uit de familie van de jachtkrabspinnen (Sparassidae).
De wetenschappelijke naam van de soort werd in 1904 gepubliceerd door Reginald Innes Pocock.